# Jovan Petrović
Jovan Petrović (Beograd, 2. mart 1962) srpski je muzičar, glumac i multimedijalni umetnik.

## Biografija
Rođen u Beogradu 2. 3. 1962. godine. Od 1971. živeo je u Kruševcu. Od 1971-1973. seli se za Niš da bi se ponovo vratio u Kruševac. Od 2001. godine do 2013. živeo je u Novom Sadu. Od 2013. živi i radi u svom rodnom gradu Beogradu.
Osnovnu i srednju školu završio je u Kruševcu, kao i Osnovnu muzičku školu "Stevan Hristić" 1974. godine, na duvačkom odseku (kod profesora Mihajla Avramovića), instrument truba. Posle toga prelazi na udaraljke i svira bubanj u raznim rock 'n' roll sastavima ("Cor Leonis", "Reklam Band", "Kum", "Bloohal", "Maske Dr Jobeca", "Le Svraka Bizarre", "Oružjem Protivu Otmičara", "Mad Vacuumcleaner", "Minstrel", "Presing", "Protivotrov", "Kristali", "JOVANPETROVIC & Out Of timE orshestra") sve do danas. Neki od njih nose njegov autorski pečat. Oprobao se i u bluz ("Tarot","Argus") i džez muzici ("Jazz Quartet Saše Mitrovića"). Član je Udruženja džez, blues i rock muzičara Srbije"Beograd" od 1981. godine.
Takođe je pohađao i završio, novinarsku školu (na Jugoslovenskom institutu za novinarstvo 1989) u klasi profesora Mileta Nedeljkovića kao i školu glume kod poznatog dramskog pedagoga RTB-a Bate Miladinovića 1985. god. Radio je i u avangardnom teatru "Teatar ZA" (1985-1995 Kruševac, u kome su odgajani poznati glumci Vesna Trivalić, Sergej Trifunović, Vojin Ćetković, Nataša Šolak ) kao i u profesionalnom "Kruševačkom pozorištu" kao glumac, a paralelno je radio i muziku za pozorišne predstave. Član je i Udruženja dramskih umetnika Vojvodine. Bavi se grafičkim dizajnom i crtežom. Član je Likovnog kluba "Dimitrije Simić" - KŠ (od 1996. god).Od 2013 živi i radi u svom rodnom gradu Beogradu.

## Profesionalna biografija

### Muzika

#### Rokenrol, bluz i džez
- od 1977. do 1980. godine počinje bavljenje muzikom sa prvom grupom "Cor Leones".
- 15. Januara 1981, 1982. i 1984. godine sa grupom muzičara u Domu omladine i pionira “Mladost” KŠ, svira veče Johna Lennona povodom tragične smrti velikog umetnika.
- 1982./83. godine (u vojsci) svira u vojničkom klubu (izmedju ostalih i sa bubnjarem grupe "Bijelo Dugme" Djidjijem Jankelićem)
- od 1983. do 1984. godine nastupa sa blues grupom "Tarot" i nastupa na festivalu "Rock Raport '84" .
- od 1984. do 1986. godine svira sa grupom "Reklam Band". Sa njima 1986. godine učestvuje prvi put na jubilarnoj 20-oj Zaječarskoj gitarijadi .
- od 1986. do 1990. godine paralelno radi u grupi "Kum"sa kojom snima maxi singl u tada poznatom beogradsko studiju “O”(Oliver).
- 1993. godine nastupa sa džez kvartetom "Prvi Kruševački džez kvartet Saše Mitrovića" (Gratz-džez akademija).
- od 1993. do 1994. godine ponovo sa blues grupom "Tarot". Od mnogobrojnih nastupa izdvaja se izvanredan nastup u "MOJO" klubu u Senti 1993. godine.
- od 1994. do 1995. godine osniva grupu "Maske dr Jobeca" sa pesnikom Milomirom Batom Cvetkovićem, u kojoj svira i producira zvanično izdanje albuma pod nazivom "Ne znam kako" za izdavačku kuću "Forsaž" Beograd i nastupa po drugi put na Zaječarskoj gitarijadi 1994. godine(gde dobijaju nagradu publike koja je oduzeta zbog angažovanih tekstova pesama u vreme tadašnjeg predsednika Slobodana Miloševiča).
- 1994. godine svira bubanj za "Prslook band", album "Sa malo manje sna" , izdavač PGP RTS , Beograd
- 1995.godine osniva grupu "Le Svraka Bizarre" sa kojom ostvaruje dva zvanična izdanja: singl "Le Svraka Bizarre" 1995. album "Planeta Somanija II svet" 1996., u izdanju, Panorama records (Beograd) i Myusic Yuser records (Novi Sad).
- 1997-1999. godine završava i drugi album, pod nazivom “Rusalje”, koji je radjen uz pomoć PC-ja (u digitalno-analognoj kombinaciji) i još uvek nema zvanično izdanje.
- 1997. godine ostvaruje se saradnja grupe "Le Svraka Bizarre" sa grupom “Napred u prošlost" iz Pančeva.
- 2001. godine po dolasku u Novi Sad , svira sa grupom "Minstrel" .
- Od kraja 2001. godine do 2003. svira sa grupom "Oružjem protivu otmičara" sa kojom je snimio album "Maštoplov" u izdanju BK Sound (Beograd).
- Zatim od 2003. godine radi rok operu u Novosadskom pozorištu “Oni što grabe meso sa stola” na stihove Bertolda Brehta komponovao i aranžirao muziku.
- 2005. zajedno sa mladim lavovima kaver muzike osniva grupu “Nostradamus”.I “Sometimes Together” ,“Wated” i “Shocking Red” svira po klubovima širom Vojvodine.
- 2005. svira u alternativnoj grupi "Presing" (Beograd).
- 2006. u studiju “M” RTV Vojvodine snima četvrti album grupe “Minstrel”pod nazivom “Iskra”u izdanju “Take It Or Leave It”(Beograd) 2007.
- 2008. u studiju “Positive Family” snima album grupe “Pobesneli usisivač” (“Mad Vacuum Cleaner”) pod nazivom “Obarač”. Takođe u istom studiju snima i maxi singl grupe “Lea’s Friend” sa tri pesme.
- 2009. u studiju “Positive Family”(Novi Sad) snima rok operu “Oni što grabe meso sa stola”.
- 2011. u produkcijskoj kući “Res media” (Novi Sad) radi miks i post-produkciju rok opere “Oni što grabe meso sa stola”. Producent: Aleksandar Saša Lokner.
- 2012. radi sa grupom “Protiv-otrov” (Novi Sad) snima i producira maksi singl sa 3 pesme u studiju R1 RNS.
- 2012. nastup u ''Mojo" klubu u Senti sa grupom "Argus" u čast grupe "Led Zeppelin".
- 2013. eksperimentiše sa elektro-pop muzikom pod nazivom “Kosmonaut” (Electro-natural Music) snima 4 numere (Novi Sad).
- 2013. u leto, postaje član pop-rock grupe “Kristali” (Beograd).
- 2015. svira i u grupi "Lana" poznate kompozitorke i pevačice Lane Toković iz Beograda.
- 2017. Objavljuje svoje autorsko delo "NABUKODONOSOR" Maxi singl za muzičku izdavačku kuću METROPOLIS iz Beograda.
- 2017. U zimu iste godine osniva svoj muzički sastav "JOVANPETROVIC & OUT OF TIME orshestra" Beograd.
- 2020. Napravio je kompletan album Voodoo Popeye-u pod nazivom "MAHTPNKC" koji je objavljen za izdavacku kucu MULTIMEDIA Records iz Beograda

#### Producent
- 1985. god. "Reklam Bend" - (nema zvanično izdanje)
- 1987. god. "Kum" - (nema zvanično izdanje)
- 1989. god. "Bloohoul" - projekat - (nema zvanično izdanje)
- 1994. god. "Maske Dr. Jobeca" - album "Ne znam kako" - izdavač : PS Forsaž, Beograd
- 1994. god. "Fucktor 02" - album "Kud plovi ovaj brod" - izdavač : Take It Or Leave It, Beograd
- 1996. god. "Le Svraka Bizarre" - singl
- 1997. god. "Le Svaraka Bizarre" - album "Planeta Somanija" - izdavač: Panorama i MusicYuser (Beograd/Novi Sad).
- 1997. god. "Roker Spanijel" - pesma - kompilacijski album - audio fanzin "Zec beli" - izdavač: Panorama i MusicYuser (Beograd/Novi Sad).
- 1998. god. "Rusalje" - izdavač: Phonofile balkan(digitalno izdanje, Beograd 2016)
- 2008. god. "Mad Vacuumcleaner" - album "Obarač" (čeka izdavača).
- 2009. god. "Lea’s friend" - maxi singl.
- 2011. god. "Oni Što Grabe Meso Sa Stola" (Rock Opera) - izdavač: Phonofile balkan(digitalno izdanje, Beograd 2016)
- 2012. god. "Protivotrov" - maxi singl.
- 2013. god. "Kosmonaut" - maxi singl.
- 2017. god. "Nabukodonosor" autorsko delo maxi singl  - izdavač: Metropolis music (digitalno izdanje, Beograd 2017).
- 2020. god.  "MAHTPNKC" album koji je objavljen za izdavacku kucu MULTIMEDIA Records iz Beograda

#### Muzika za pozorišne predstave
- 1986. god. "Najveći fudbaler na svetu" - Kruševačko pozorište - rezija: Nebojša Bradić;
- 1986. god. "Marat Sade" - Teatar ZA, Kruševac - režija: Milovan Ćetković;
- 1987. god. "Tetovirane duše" - Teatar ZA.,Kruševac - režija: Milovan Ćetković;
- 1988. god. "Galeb" - Teatar ZA, Kruševac - režija: Milovan Ćetković;
- 1989. god. "Korak iznad zemlje" performans - grupa " Bloohoull" (premijera je održana u KUD-u "Krsmanac" Beograd) - režija: Jovan Petrović;
- 1990. god. "Draga Jelena Sergejevna" - Kruševačko pozorište.- režija: Nebojša Bradić.
- 1992. god. "Žak ili pokornost" - Kruševačko pozorište - režija: Nebojša Bradić;
- 1992. god. "Pink Spider" performans (dvorište muzičke škole - Kruševac) - režija: Milomir Bata Cvetković.
- 1992. god. "Epitaf za M" - Teatar ZA,Kruševac - režija: Milovan Ćetković.

Na festivalu FEMAS Pančevo 1992. godine dobio je diplomu i plaketu za najbolju muziku iz predstave "Epitaf za M",na Festivalu.

#### Rok opera
- 2011. god. "ONI ŠTO GRABE MESO SA STOLA".

Autor Rock Opere: Jovan Petrović (odabir pesama, muzika, aranžman i produkcija).
Zasnovano na odabranim pesmama iz knjige "IZABRANE PESME" Bertolta Brehta.
Muzički producent: Aleksandar Saša Lokner.

### Glumac

#### Dramski studio
Od 1980. do 1985. godine u "Dom Omladine" - Kruševac - učestvuje u dečijim predstavama:
- "Deda Led iz fridižera" - režija: Momir Bradić.
- "Novogodišnja bajka" - režija: Rade Savić.
- "Veštica i deda Mraz" - režija: Rade Savić.
- "Guliver medju lutkama" - režija: Mima i Bane Janković.

Omladinska kultna predstva
- "Djačko doba" (Milovan Vitezović) - režija: Bata Miladinović.

predstava je snimljena i emitovana na JRT RTB 1985.

## JRT TVB
- 1987. god. "Noć sa Vama"

nastup u tada veoma popularnoj tv emisiji televizije Beograd (1.program subota uveče) čiji je urednik bio Vojkan Milenković a reditelj Jovan Ristić Rica.

## "Teatar ZA"
Kultni teatar koji je imao zapažen uticaj u alternativnom pozorištu tadašnje Jugoslavije.
Od 1985. do 1995. godine nastupa u predstavama:
- "Marat Sade" (Piter Vajs) - režija: Milovan Ćetković.
- "Tetovirane duše" (Goran Stefanovski) - režija: Milovan Ćetković.
- "Ljubinko i Desanka" (Aleksandar Popović) - režija: Dušan Duka Jovanović.
- "Galeb" (Anton Pavlović Čehov) - režija: Milovan Ćetković.
- "Bratstvo licemera" (Mihajl Bulgakov) - režija: Milovan Ćetković.
- "Ludi od ljubavi" (Sem Šepard) - režija: Milovan Ćetković.
- "Mušica" (Rucante) - režija: Milovan Ćetković.

#### Kruševsko pozorište
Od 1991. do 1995. godine radi kao profesionalni glumac:
dečije predstave
- "Pinokio" - režija: Mima i Bane Janković.
- "Baš Čelik" (Milivoje Mladjenović) - režija: Dušan Petrović.
- "Pozorištarije" - režija: Voja Soldatović.

predstave za odrasle
- "Draga Jelena Sergejevna" (Ljudmila Razumovska) - režija: Nebojša Bradić.
- "Žak ili Pokornost" (Ežen Jonesko) - režija: Nebojša Bradić.
- "Kidaj od svoje žene" (Rej Kuni) - režija: Lilijana Ivanović.
- "Bogalj" (Atila Farago) - režija: Nebojša Bradić.
- "Šumski raj" (D.Božović) - režija: Voja Soldatović.
- "Skapenove podvale" (Ž.Ž.P. De Molijer) - režija: Aleksandra Kovačević.

Sav ovaj rad prate muzički spotovi i mnoga gostovanja na medijima (novine, radio i TV), kao i izlaganje slika na grupnim izložbama sa likovnim klubom "Dimitrije Simić".

## Spoljašnje veze
- Lični facebook
- Lični Jutjub kanal
- Lični blog